# Pod jarzmem

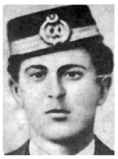
Todor Kableszkow, autentyczny uczestnik powstania kwietniowego, który w powieści pojawia się jako postać trzecioplanowa

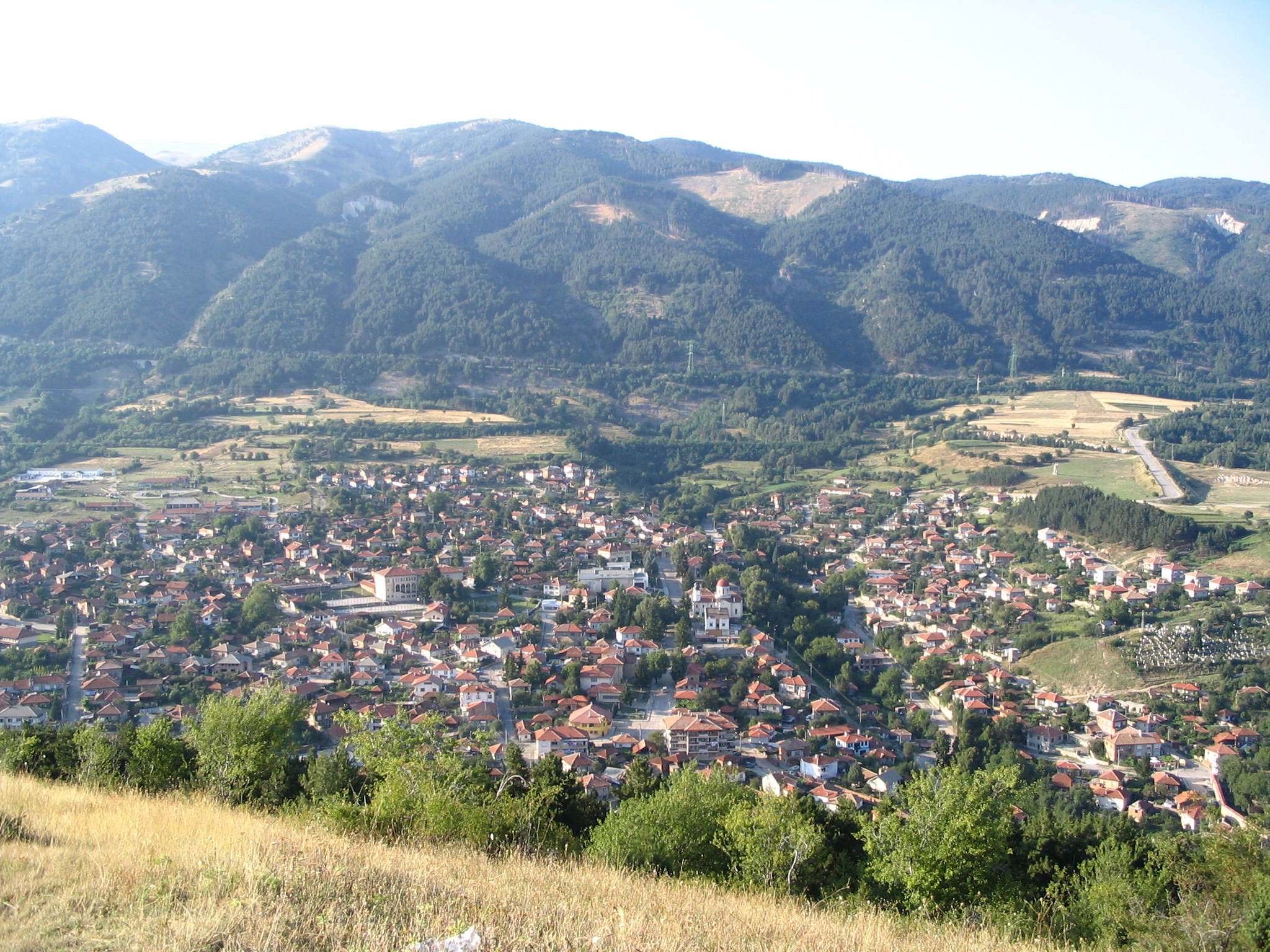
Widok miasta Klisura. Walki w widocznych na fotografii górach oraz zniszczenie miasta przez zwycięskich Turków są jednym z tematów powieści

Pod jarzmem (oryg. bułg. Под игото) – powieść Iwana Wazowa wydana po raz pierwszy w 1894.

## Okoliczności powstania utworu
Iwan Wazow podjął pracę nad powieścią w okresie swojego pobytu w Rosji. Wyjazd z Bułgarii skłonił go do refleksji nad położeniem politycznym kraju, jego przeszłością i teraźniejszością oraz wewnętrznymi problemami. Pisarz odczuwał ponadto ogromną tęsknotę za ojczyzną. Jak wspominał sam Wazow, to z tego uczucia powstała inspiracja do napisania powieści rozgrywającej się w Bułgarii w okresie powstania kwietniowego.
Pisząc powieść, Wazow nie posiadał żadnych wzorców na gruncie literatury rodzimej - starsza proza nowobułgarska nie obfitowała w utwory o wysokiej wartości literackiej. Dlatego w kwestiach formalnych Wazow wzorował się na powieściach rosyjskich oraz na twórczości Victora Hugo. Sam podkreślał, iż w momencie podjęcia pracy nad powieścią rozważał stworzenie dzieła podobnego do jego powieści Nędznicy. Edward Możejko wskazuje również na innych francuskich autorów, których twórczość mogła mieć wpływ na konstrukcję Pod jarzmem: Eugene'a Sue oraz Aleksandra Dumasa. Z kolei w sferze konstrukcji postaci doszukuje się on wpływu autorów rosyjskich: Nikołaja Czernyszewskiego oraz Iwana Turgieniewa.

## Treść
Akcja dzieła toczy się między wiosną 1875 a kwietniem 1876. Do miasteczka Biała Cerkiew przybywa Iwan Kralicz, działacz bułgarskiego ruchu narodowego, zbieg z ciężkiego więzienia w Diyarbakır. Z pomocą miejscowego zamożnego gospodarza Marka Iwanowa, mnichów z miejscowego monasteru oraz doktora Sokołowa, mimo intryg nieprzyjaznego mu Kiriaka Stefczowa udaje mu się ukryć przed pogonią turecką i zamieszkać w miejscowości pod fałszywym nazwiskiem Bojczo Ognianow. Zaczyna organizować grupę spiskowców, część ogólnobułgarskiego sprzysiężenia dążącego do organizacji zbrojnego powstania niepodległościowego. Początkowo ma po swojej stronie poparcie jedynie niewielkiej grupy patriotów, z czasem jednak idea walki o wolną Bułgarię przenika do większości rodzin w Białej Cerkwi, w organizację powstania angażują się kobiety, młodzież, duchowni i zamożni gospodarze. Kralicz zakochuje się również z wzajemnością w Radzie Gospożynie, ubogiej, patriotycznie nastawionej nauczycielce.
Gdy zostaje ostatecznie wyznaczony termin powstania, nie osiąga ono spodziewanego zasięgu i poparcia. Nieliczni powstańcy zostają pokonani przez oddziały tureckie, kilka tysięcy Bułgarów traci życie w czasie akcji represyjnych wymierzonych w ludność cywilną. Po klęsce swojego oddziału Iwan Kralicz, doktor Sokołow i Rada zostają zaskoczeni w ruinach młyna przez Turków i giną po wymianie ognia.

## Cechy utworu
Głównym tematem dzieła jest opis przygotowań do powstania kwietniowego, które Wazow całkowicie popierał. Stąd cała charakterystyka bohaterów utworu podporządkowana jest kwestii powstania, zaś jedynym kryterium ich podziału na pozytywnych i negatywnych jest stosunek do wystąpienia zbrojnego. Osoby opowiadające się za walką mają każdorazowo rację i poddane zostają idealizacji, podczas gdy pisarz demonizuje bohaterów niewykazujących uczuć patriotycznych. Powstańcy i ich zwolennicy są ukazani jako ludzie pełni gotowości do poświęceń, szlachetni i bezinteresowni, podczas gdy przeciwnicy walki są egoistami, gotowymi do każdej podłości w celu obrony własnych interesów materialnych. W utworze występuje ponad czterdzieści postaci, reprezentujących wszystkie warstwy społeczne i różne zawody, z których każda jest jednoznacznie scharakteryzowana jako dobra lub zła, przy czym charakterystyka ta towarzyszy już pierwszym opisom danego bohatera w utworze i jest jedynie potwierdzana przez jego dalsze czyny. Bohaterowie ukazani są w sposób realistyczny i stypizowani. Najważniejsze postacie pozytywne i negatywne zostały skojarzone w pary przeciwieństw: Kralicz-Ognianow skontrastowany jest z chytrym intrygantem Stefczowem, zaś szlachetny patriota i dobry ojciec Marko Iwanow - ze sprzedajnym gospodarzem Jurdanem Diamandijewem. Szczególnej idealizacji, bliskiej sentymentalizmowi, Wazow poddał postać Ognianowa, który jawi się nie tylko jako człowiek wyjątkowej odwagi i szlachetności, ale i pełen wrażliwości kochanek. Specyficzną cechą świata przedstawionego w powieści jest również mnogość pozytywnych bohaterek kobiecych - jedynie plotkarka i intrygantka mniszka Rowoama nie jest ukazana jako szlachetna patriotka.
W ocenie Edwarda Możejki szczególnie udaną kreacją Wazowa jest Marko Iwanow, realistycznie oddający cechy współczesnego mieszczaństwa bułgarskiego - bohater ten łączy miłość do ojczyzny z troską o rodzinę, która przez dłuższy czas zniechęca go do uczestnictwa w ruchu spiskowym w obawie przed represjami wobec najbliższych. Tworząc tę postać Wazow nawiązywał do postawy swojego ojca. Inną postacią przywołaną przez Możejkę jest kreacja Iwana Borimeczki, chłopa walczącego w powstaniu, będącego uosobieniem krzepkości i prawości chłopstwa, dzięki postawie którego Bułgarzy nie ulegli pełnemu wynarodowieniu. Wyrazem wiary w siłę chłopów jest fakt, iż Iwan, w odróżnieniu od głównych spiskowców, nie ginie, lecz ucieka do Rumunii. Inny charakter ma postać Kandowa, studenta jednej z uczelni w Rosji, socjalisty, którego poglądy pisarz uznaje za utopijne i niezgodne z charakterem Bułgarów. Wyrazem błędności ocen tej postaci, odrzucającej początkowo walkę narodowowyzwoleńczą, są w powieści jego rozmowy z Ognianowem, następnie zaś porzucenie pierwotnych poglądów i pełne zaangażowanie w spisek, zakończone śmiercią w powstaniu.
Ze szczególną starannością Wazow oddał życie codzienne bułgarskich wsi i małych miasteczek, opisując rodzinny posiłek w domu Marka Iwanowa, przedstawienie Nieszczęśliwa Genowefa w wykonaniu amatorskiego zespołu z Białej Cerkwi, wieczornicę wiejską, życie w monasterze, spory polityczne w kawiarni. We wszystkich scenach rodzajowych obecny jest wątek rewolucyjny (mnisi wspierający finansowo patriotów, udział agitatora Ognianowa we wieczornicy), co podkreśla siłę bułgarskiego ruchu narodowego i nastrój panujący przed wybuchem walk. Słabszy artystycznie z powodu swojego melodramatyzmu jest wątek miłosny.